# Petter Nårsa
Petter Nårsa, född 23 mars 1992, är en svensk tidigare idrottsman (snöskoterförare). 
Som 16-åring var Nårsa svensk och nordisk mästare. Vid VM i Tuuri i Finland tog han en silvermedalj, likaså vid VM i Semigorye i Ryssland 2012. Samma år, 2012, vann han Super Snowcross 2012 i Falun. Säsongen 2012–2013 tävlade han för Team Boss Racing i Fargo i Minnesota i ISOC-seriens högsta klass, Pro Open. 
Nårsa avslutade sin skoterkarriär 2023.

## Priser och utmärkelser
- 2012 - Årets Arvidsjaurbo[3]